# Clinton Township (New Jersey)
Pour les articles homonymes, voir Clinton Township.
Clinton Township est un township américain situé dans le comté de Hunterdon au New Jersey.

## Géographie
Clinton Township comprend les localités d'Allerton, Annandale, Hamden, McPherson et Readingsburgh. Lebanon constitue une enclave au sein du township.
La municipalité s'étend sur 33,82 milles carrés (87,59 km2) dont 3,95 milles carrés (10,23 km2) d'étendues d'eau. Ces dernières correspondent principalement au réservoir de Round Valley (en anglais : Round Valley Reservoir), un lac de barrage de 2 350 acres (951 ha) situé dans le township.
| High Bridge             | Lebanon Township | Tewksbury Township  |
| Union Township, Clinton | Clinton Township | Readington Township |
| Franklin Township       | Raritan Township | Readington Township |
| Enclave : Lebanon       |                  |                     |

## Histoire
Le township de Clinton est créé le 12 avril 1841, par référendum. Le territoire faisait auparavant partie du township de Lebanon. Il est nommé en l'honneur du gouverneur de l'État de New York DeWitt Clinton.
En 1865, la ville de Clinton devient une municipalité indépendante du township (town). Au cours du XIXe siècle, le territoire de Clinton Township perd ou gagne des terres au profit ou au détriment de High Bridge et Tewksbury. En 1926, Lebanon devient à son tour une municipalité indépendante (borough).

## Démographie
Lors du recensement de 2010, la population de Clinton Township est de 13 478 habitants. Elle est estimée à 12 877 habitants au 1er juillet 2018, en baisse de 4,7 % par rapport à 2010.
Le revenu par habitant était en moyenne de 48 789 dollars par an entre 2013 et 2017, supérieur à la moyenne du New Jersey (39 069 dollars) et à la moyenne nationale (31 177 dollars). Sur cette même période, 3,1 % des habitants de Clinton Township vivaient sous le seuil de pauvreté (contre 10,0 % dans l'État et 11,8 % à l'échelle des États-Unis). Par ailleurs, 94,5 % de ses habitants de plus de 25 ans étaient diplômés d'une high school et 56,8 % possédaient au moins un bachelor degree (contre 89,2 % et 38,1 % au New Jersey, 87,3 % et 30,9 % aux États-Unis).
| Groupe          | Clinton Township (2017) | New Jersey (2018) | États-Unis (2018) |
| --------------- | ----------------------- | ----------------- | ----------------- |
| Blancs          | 76,1                    | 72,0              | 76,5              |
| Afro-Américains | 12,6                    | 15,0              | 13,4              |
| Amérindiens     | 0,3                     | 0,6               | 1,3               |
| Asiatiques      | 5,2                     | 10,0              | 5,9               |
| Océaniens       | 0,0                     | 0,1               | 0,2               |
| Métis           | 2,4                     | 2,3               | 2,7               |
|                 |                         |                   |                   |
| Hispaniques     | 9,7                     | 20,6              | 18,3              |